# Betty Oyella Bigombe
Betty Oyella Bigombe, född 21 oktober 1952 i Gulu, är en tidigare minister i Ugandas regering och rådgivare till Världsbanken. Hon tillhör den etniska gruppen acholi och har varit inblandad i fredsförhandlingar för att avsluta Herrens motståndsarmés (LRA:s) uppror i norra Uganda sedan 1994. Hon var 2005 chefsmedlare mellan LRA och regeringen. Bigombe har magisterexamen från Kennedy School of Government vid Harvard University. Förutom engelska och acholi talar hon swahili och japanska. 
Bigombe utsågs till minister 1986 och förblev det fram till 1996. 1988 utsåg president Yoweri Museveni henne till "Minister of State for Pacification of Northern Uganda, Resident in Gulu," en post där hon fick i uppdrag att övertala LRA-rebellerna att ge upp sin kamp. Protester mot valet av ordet "pacification" ledde till att posten omdöptes till "Minister of State in the Office of the Prime Minister, Resident in Northern Uganda."  Efter misslyckandet med försöken att besegra rebellerna militärt inledde Bigombe kontakter med rebelledaren Joseph Kony i juni 1993. Detta påbörjade det som kom att kallas "Bigombesamtalen". Trots att hon mötte Kony bröt samtalen ihop i februari 1994. Kort därefter intensifierades upproret och inga betydande ansträngningar för att nå fred gjordes under det kommande årtiondet. Bigombe har också medverkat i fredsförhandlingar mellan Uganda och Sudan.
Hon misslyckades med att bli vald till parlamentet för valkretsen Gulu 1996 och lämnade då regeringen. Hon har senare verkat vid Världsbanken. Hon har varit medförfattare till flera artiklar om konflikthantering och effekter av konflikter. I förhandlingarna mellan Ugandas regering och LRA anses Bigombe vara en av få personer som har trovärdighet på båda sidor.